# 黑森州博尔肯
黑森州博尔肯（德語：Borken (Hessen)），简称博尔肯（德語：Borken (Hessen)，發音：[ˈbɔʁkn̩] ⓘ），是德国黑森州卡塞尔行政区施瓦尔姆-埃德尔县的城市，面积82.46平方千米，2023年12月31日人口为12,565人。